# Claude-François-Marie Rigoley (1756-1790)
Pour les articles homonymes, voir Claude-François-Marie Rigoley.
Claude-François-Marie Rigoley, comte d’Ogny, né le 9 janvier 1756 à Dijon, mort le 3 octobre 1790 à Paris à l'hôtel des Postes rue Coq-Héron, est un musicien, violoncelliste, franc-maçon, créateur des concerts de la Loge Olympique, dernier Intendant des Postes de l'Ancien Régime.

## Biographie
Fils de Claude-Jean Rigoley, baron d'Ogny (Dijon, 1728 - Millemont, 1798), intendant général des postes sous Louis XV et Louis XVI et d'Élisabeth d'Alancé, il fut successivement élève au régiment de Strasbourg-artillerie, en 1770 et capitaine au régiment de Jarnac-dragons en 1774, puis réformé le 1er novembre 1779 avec une pension de 885 livres. Il fut nommé le 25 janvier 1780 par Louis XVI « Intendant général des Postes et courriers de France en survivance et avec adjonction de service » aux côtés de son père. Après la prise de la Bastille, le baron d’Ogny, se réfugia dans son château de Millemont à partir du 16 juillet 1789 et laissa le comte d'Ogny seul à la tête de l’administration des postes. Celle-ci fut réorganisée de fond en comble à partir de juin 1790 par une série de décrets de l’Assemblée Nationale, qui le maintenait cependant dans ses fonctions, puisqu’une lettre de Necker datée du 10 août 1790, deux mois avant sa mort subite, le prévenait que « sa majesté en vertu du décret de l’Assemblée Nationale l’avait commis pour exercer les fonctions du ci-devant intendant des postes »(décret du 11 juillet 1790). Le 15 juillet 1789 il fut nommé par le général La Fayette commandant de la section de Saint-Eustache de la Garde Nationale. Comme tel il fut mêlé aux côtés de Lafayette aux évènements des 5 et 6 octobre 1789, où selon Antoine-Charles Tardieu, Marquis de Maleissye « c'est M. d'Ogny, le fils du surintendant des postes, à qui l'infortuné Louis doit de n'avoir pas eu constamment à sa portière les deux têtes de ses malheureux gardes du corps ». Pendant la brève période d'un an et demi où il dirigea seul l'administration des postes  il assura plus ou moins secrètement la sureté et la régularité de la correspondance du roi et de la famille royale, retenus pratiquement prisonniers au Palais des Tuileries sous la surveillance de la Garde Nationale, avec la province et l'étranger, c'est-à-dire avec l'Émigration, notamment à Turin. Ces faits furent découverts au moment du procès de Louis XVI et inscrits comme pièces à charge dans le Rapport Valazé. Dans une lettre à Mirabeau Marie-Antoinette écrivait, pendant l'été 1790, « M. d'Ogny est un homme sûr et fidèle ».

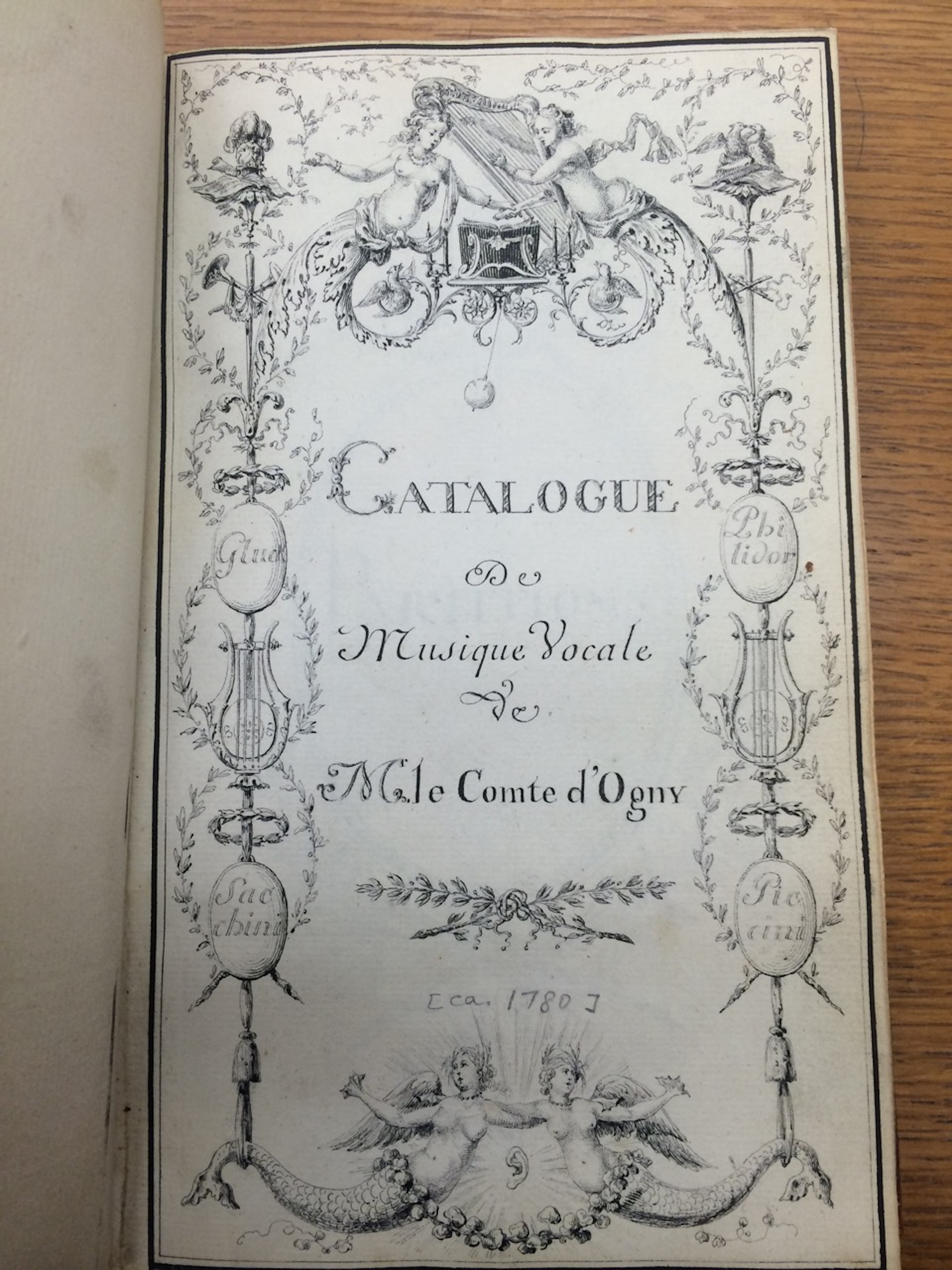
Page de titre du Catalogue de la Musique vocale de M. le comte d'Ogny (Library of Congress)

Avec son ami Étienne-Marie de La Haye, survivancier de son père, le fermier général Marin de La Haye des Fosses, il fonda en 1782 la Loge Olympique dont l'objet essentiel était l'organisation de concerts destinés à remplacer le Concert des Amateurs dissout en 1781 à la suite de la faillite d'un de ses soutiens, le fermier général Pierre Haudry de Soucy. Le concert des Amateurs avait lieu dans les salons de l'Hôtel de Soubise et avait été fondé par leurs pères respectifs, le Baron d'Ogny et Marin de la Haye des Fosses en 1769. Les concerts de la Loge Olympique étaient gérés par la Société Olympique, entreprise à caractère commercial dépendant de la Loge, qui installa en 1785 au Palais Royal un club pour ses souscripteurs, connu sous le nom de Sallon Olympique. Au deuxième étage se trouvaient les locaux de la loge elle-même. La Société Olympique hérita du fonds musical considérable du Concert des Amateurs qu'elle continua d'enrichir grâce aux cotisations nombreuses et élevées de ses adhérents. L'acquisition la plus célèbre est celle des six Symphonies parisiennes (82 à 87) et des symphonies no 90-92 commandées à J. Haydn par l'intermédiaire du comte d'Ogny. Les concerts avaient lieu dans la Salle du Contrat Social (dépendant de la Loge Saint Jean d'Écosse et du Contrat Social), dans l'Hôtel de Bullion, rue Coq-Héron, jusqu'en 1786. Puis ils prirent place dans la salle des Cents-Suisses du Palais de Tuileries, libérée par le Concert Spirituel qui avait émigré dans la salle des Machines en 1784, elle-même abandonnée par les Comédiens Français qui s'installèrent en 1782 dans le Théâtre Français (devenu en 1797 Théâtre de l'Odéon).
Après les journées des 5 et 6 octobre 1789, avec l'installation de la Cour au Palais des Tuileries, la salle des Cents-Suisses retrouva sa destination première de Salle des Gardes et la Société Olympique mit fin à ses concerts. C'est à cette époque sans doute que le comte d'Ogny racheta à la Société Olympique son fonds musical. Cette bibliothèque considérable, représentait les vingt dernières années de la vie musicale de l'Ancien Régime dans ce qu'elle avait de plus novateur. Les œuvres étaient jouées en avant-première aux Concert des Amateurs, ensuite à ceux de la Société Olympique, quand elle en prit la suite, avant d'être reprises entre autres par le Concert Spirituel. Au décès du comte d'Ogny elle fit l'objet d'une vente publique qui dura au moins quatre jours, du 7 au 10 février 1791. On ne peut identifier comme provenant de cette collection remarquable que les neuf partitions autographes des Symphonies de la Loge Olympique de Haydn, conservées à la Bibliothèque Nationale pour les n° 82(1786), 83(1785), 86(1786), 87(1785) et 92(1789) et la Morgan Library pour la 91(1788). Le manuscrit autographe de la symphonie Hob I 90 est conservé à la Bibliothèque du Congrès. Il subsiste également deux inventaires manuscrits partiels, commencés à la demande du comte d'Ogny, sans doute par son assistant le violoniste Stanislas-Laurent Bréval, l'un Catalogue de la Musique de Monsieur le comte d’Ogny, British Library, Hirsch IV.1085, 52p;, Supplément [66], 67 p. l'autre Catalogue de la Musique vocale de Monsieur le comte d’Ogny, Library of Congres, 220 p. (ML31. H43q no. 12. CASE).
Le comte d'Ogny était violoncelliste dans l’orchestre de la Société Olympique . au troisième pupitre. Le Musée de la Musique à Paris conserve un orgue de chambre du facteur parisien Jean-Baptiste-Jérémie Schweickart lui ayant appartenu. Il avait épousé, le 13 février 1786, Flore-Louise Ménage de Pressigny, fille du fermier général de ce nom. 
Peu après son décès, Gabriel-François de Brueys d'Aigalliers, dans une lettre à Isabelle de Charrière datée du 13 octobre 1790 depuis Paris, écrivit :
« Ce jeune homme, un des plus obligeants et des plus aimables que je connusse, est mort presque subitement, il y a quelques jours, emportant les regrets de tout ce qui le connaissoit. »

## Armoiries
Il portait : D'azur au chevron d'or, accompagné en chef de deux étoiles et en pointe d'un faucon longé et chaperonné, le tout du même .

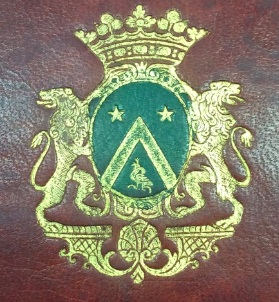
Armoiries du comte d'Ogny sur le plat d'un livre

## Ouvrages
- Réponse au Mémoire présenté à l'Assemblée Nationale par les ex-Postillons, signé :  le comte d'Ogny, [Paris], [1790], in 4°, p. 16.
- Réglemens de la Loge et Société Olympique, [Paris], [1787]. in 12, p. 59.